# Szalay József (történész)
Szalay József (Baracska, Fehér megye, 1857. október 13. – Budapest, 1885. március 15.) történész, bölcseleti doktor, országos levéltári fogalmazó és egyetemi magántanár.

## Élete
Szalay Sándor református lelkész és Báthori Zsófia fia. A gimnázium három alsó osztályát Grazban, a többit Budán, az egyetemet Pesten végezte, Salamon Ferencnek volt kedvelt tanítványa és Budapest történetének kutatásában munkatársa. 1878-ban bölcseletdoktori oklevelet szerzett és 1880-ban egyetemi magántanár lett. A bölcseleti tanfolyamot elvégezvén, az Országos Levéltárba lépett, ahol fogalmazóvá neveztetett ki.
1880-tól rendes munkatársa volt a Századoknak, főképp bírálatokat írt (1880. Városaink nemzetiségi viszonyai a XIII. században, 1882. Nápolyi László trónkövetelése és Velencze, 1883. A Sopron városi bizottság jelentése és könyvism., 1884. Az 1683. hadviselés és irodalma, 1886. Elfeledett magyar király, IV. Ferdinand); az Archaeol. Értesítőben (1879-80. Keveháza, 1883. Attila sírja); írt a Turulba és a Vasárnapi Ujságba is.

## Munkái
- Városaink a XIII. században. Budapest, 1878. (Doktori értekezés).
- A magyar nemzet története. Budapest, 1879–1883. Négy kötet (46 füzet; az 1. kötetet Nagy Lajos haláláig Bodon József írta. A m. tudom. Akadémia a Szilágyi István-féle 1200 ftos nagy jutalommal tüntette ki. Közel hétszáz illusztráczióval és számos műmelléklettel. 2. kiadás. Budapest, 1896-97. Három kötet; mivel a Bodon-féle I. kötet népies és elavult volt, ezt Baróti teljesen új anyaggal cserélte fel. Ism. Kath. Szemle 1897).
- Nádasdy Tamás nádor családi levelezése. Budapest, 1882. (Károlyi Árpáddal).
- Bocskay István életrajza. Pozsony, 1884. (Magyar Helikon 30.).
- II. Rákóczy Ferencz. Pozsony, 1888. (Magyar Helikon 47.).